# Гай Леканий Бас (консул 64 г.)
Вижте пояснителната страница за други личности с името Гай Леканий Бас.
Гай Леканий Бас (на латински: Gaius Laecanius Bassus) e политик и сенатор на Римската империя по времето на император Нерон.
Фамилията Лекании произлиза от Пола в Истрия. Син е на Гай Леканий Бас (суфектконсул 40 г.).
През 64 г. Леканий Бас е консул заедно с Марк Лициний Крас Фруги. През 75/80 г. е проконсул на провинция Азия.
Леканий Бас осиновява Гай Леканий Бас Цецина Пет (суфектконсул 70 г.), син на Авъл Цецина Пет (суфектконсул 37 г.) и Гай Леканий Бас Пакций Пелигнум.